# François Sevin
L'abbé François Sevin (1682-1741) est un philologue français.

## Biographie
Né à Villeneuve-le-Roi, il devient le secrétaire de l'abbé Bignon, puis fait partie avec l'abbé Fourmont d'une mission à Constantinople pour y faire des recherches. Il en rapporte plus de 600 manuscrits orientaux.
En 1711, il devient élève de l'académie des inscriptions et belles-lettres, puis membre pensionnaire en 1726.
En 1737, il est nommé garde des manuscrits de la bibliothèque du Roi, et continue de faire venir des manuscrits de Constantinople.

## Œuvres
Il rédige les deux premiers volumes du catalogue des Manuscrits de la bibliothèque du Roi.
Il fait publier dans les Mémoires de l'Académie des inscriptions de nombreux mémoires et dissertations sur des points de philologie et d'antiquité, notamment sur Anacréon, Hésiode, Évhémère, Callisthène, Tyrtée, Juba, Pline[Lequel ?], ainsi que sur l'histoire d'Assyrie, de Lydie, de Bithynie et de Pergame.
Ses Lettres sur Constantinople ont été publiées en 1802.